# Club Sportivo San Lorenzo (baloncesto)
El Club Sportivo San Lorenzo es una entidad deportiva con sede en San Lorenzo, Paraguay; en la cual se fomenta la práctica de diversos deportes, siendo el baloncesto su departamento de más logros luego del de fútbol.

## Historia
El basquetbol es otro deporte importante en la ciudad. En esta disciplina deportiva el Sportivo San Lorenzo crea su equipo representativo en el año 1993. Obteniendo ya en el año 1994 el título de Campeón de Ascenso y así acceder a la Primera División de Baloncesto de Paraguay, la máxima categoría de este deporte en el país.
Ya a nivel de Primera División, en el año 2013 el equipo obtuvo el título de la Copa Estadio Comuneros.

## Categorías juveniles
Así mismo los equipos juveniles y de inferiores tanto el equipo femenino como el masculino obtienen títulos y campeonatos en diferentes categorías, siendo así el basquetbol una de las disciplinas deportivas que más logros ha dado al club y a la ciudad.
En la temporada 2010 los equipos femeninos de la sub-14 y sub-15 se consagraron campeones del Campeonato Metropolitano. Así también el equipo masculino de las sub-14 obtuvo el título tras ganar los dos torneos de la temporada el Apertura y el Clausura.

En la temporada 2011 los equipos masculino y femenino de la sub-15 se consagraron campeones absolutos del Campeonato Metropolitano.
En la temporada 2012 el equipo femenino sub-17 se consagró campeón del Campeonato Nacional de basquetbol Copa Caaguazú.
En la temporada 2014 el equipo masculino sub-14 se consagró campeón del Campeonato Metropolitano.
En la temporada 2015 el equipo masculino sub-14 se consagró campeón del Campeonato Metropolitano, así también los equipos masculinos sub-16 y sub-18, y el equipo femenino sub-18 lograron llegar a la final y terminaron como subcampeones.

## Palmarés
- Primera División:
  - Copa Estadio Comuneros(1): 2013

- Liga de Ascenso:
  - Torneo de Ascenso:(1): 1994